# Maasbecke
Die Maasbecke ist ein gut drei Kilometer langer Bach auf dem Gebiet der Stadt Hattingen im nordrhein-westfälischen Ennepe-Ruhr-Kreis. Sie ist ein rechter Zufluss des Sprockhöveler Bachs.

## Geographie

### Verlauf
Die Maasbecke entspringt auf einer Höhe von 122 m ü. NHN östlich des Hattingener Stadtteils Holthausen nördlich der Holthauser Straße.
Sie fließt zunächst in nordnordöstlicher Richtung etwa einen halben Kilometer am Ostrand der Ortschaft entlang, wechselt am Ausgang des Ortes nach Nord-Nordwesten und läuft dann leicht mäandert gut einen weiteren halben Kilometer durch Ackerland. Der Bach wechselt nun nach Westen, zieht nördlich der Heiskampstraße in einem landwirtschaftlich genutzten Streifen zwischen dem Gelände der AVOLA Maschinenfabrik im Süden und einem Laubwäldchen im Norden und betritt dann das Waldgebiet, nachdem sie das Wasser der Behrenbecke aufgenommen hat.
Beim Gewerbegebiet Ludwigstal richtet die Maasbecke ihren Lauf nach Nordosten und erreicht etwas bachabwärts das nach ihr benannte Naturschutzgebiet. Dort wird sie auf ihrer rechten Seite von der Hesselbecke verstärkt. Die Maasbecke fließt dann am Nordostrand des Gewerbegebiets etwa vierhundert Meter durch das Schutzgebiet, läuft dann an einen kleinen Russischen Ehrenfriedhof vorbei, unterquert danach noch die L 924 (Blankensteiner Straße) und mündet schließlich südlich des Hattinger Ortsteils Welper auf einer Höhe von etwa 81 m ü. NHN von rechts in den Sprockhöveler Bach.
Der etwa 3,3 km lange Lauf der Maasbecke endet ungefähr 41 Höhenmeter unterhalb ihrer Quelle, sie hat somit ein mittleres Sohlgefälle von circa 12 ‰.

### Einzugsgebiet
Das 4,3 km² große Einzugsgebiet der Maasbecke liegt im Bergisch-Märkischen Hügelland und wird von ihr über den Sprockhöveler Bach, die Ruhr und den Rhein zur Nordsee entwässert.
Es grenzt
- im Nordosten und Osten an das des Pleßbachs, der in  die Ruhr mündet
- und im Süden und Westen an das des Sprockhöveler Bachs
- und im Norden an das der Ruhr direkt.

### Zuflüsse
- Hesselbeke (rechts), 1,2 km[3]

## Naturschutzgebiete
- Naturschutzgebiet Maasbecke